# Vilakhone Ketisack
Vilakhone Ketisack (laotisch: ວິລັກຄອນ ເກດຕິສັກຳ) ist ein laotischer Fußballspieler.

## Karriere
Vilakhone Ketisack steht seit 2022 beim laotischen Erstligisten Luang Prabang FC in Luang Prabang unter Vertrag. Sein Erstligadebüt gab Ketisack am 3. April 2022 (3. Spieltag) im Auswärtsspiel gegen den Viengchanh FC. Bei dem 2:1-Auswärtssieg stand er in der Startelf und spielte die kompletten 90 Minuten. In seiner ersten Saison kam er auf neun Erstligaspiele. Hierbei erzielte er ein Tor.